# Daniel Lagus
Daniel Lagus (* 1618 in Schönberg, Mähren; † 30. Mai 1678 in Ohra bei Danzig) war ein deutscher Theologe und Naturwissenschaftler.

## Leben
Daniel Lagus war der Sohn des evangelischen Theologen Gregor Lagus und der Tochter Esther des Schönberger Bürgermeisters Christoph Danielis. 1623 musste die Familie vor der Gegenreformation nach Kolberg fliehen. Alle fünf Geschwister Daniels kamen „durch Feindes Hände“ um.
An den Universitäten in Frankfurt/Oder und Königsberg studierte er Mathematik und Naturwissenschaften. Nach Beendigung dieses Studiums berief man Lagus als Dozent an das Akademische Gymnasium Danzig und dieses Amt hatte er bis 1658 inne. 1646 immatrikulierte er sich als Danziger Professor an der Universität Rostock.
1653 konnte sich Lagus an der Universität Greifswald zum Dr. theol. promovieren und bereits fünf Jahre später habilitierte er sich zum o. Prof. der Theologie. Im darauffolgenden Jahr gab er alle Ämter und Privilegien zurück und lebte von da ab äußerst zurückgezogen in Danzig und später in Ohra. Dort verfasste er bis an sein Lebensende theologische und naturwissenschaftliche Werke.
Im Alter von ungefähr 60 Jahren starb Daniel Lagus 1678 in Ohra bei Danzig.

## Werke
- Commentatio quadripartita super epistolam ad Ephesos (1664)
- Examen trium confessionum reformatorum (1654)
- Theoretatum uranographicorum pentas quarta (1640)
- Theoria meteorologica (1650)